# 中国二重
中国第二重型机械集团公司，原称“中国第二重型机器厂”，简称“中国二重”，是一家由国务院国资委下属国机集团管理的中央企业。

## 历史
中国二重位于四川省德阳市旌阳区，始建于1958年，1971年建成投产，是中国重型机械制造企业和重大技术装备国产化基地，主要为冶金、电力、水利、化工、航天、航空、船舶、核工业等生产大型工业设备，公司拥有重型机械设计研究院、大型铸锻件研究所等研究机构。
中国二重已在江苏镇江投资建设具有集成能力的装备工业出口制造基地。

## 外部連結
- 中国第二重型机械集团公司网站